# Герб Алма-Аты
Герб Алма-Аты — официальный символ города Алма-Аты (Казахстан), наряду с флагом города. Принят 6 июля 1993 года.

## Описание и символика
Официальное описание герба:
Герб города Алматы представляет собой основу в виде круглого восточного щита, на переднем плане которого изображён снежный барс, держащий в пасти ветку с восемью яблоневыми цветами, которые олицетворяют собой восемь районов города Алматы. Барс уверенной поступью шагает вперёд, его правая лапа приподнята вверх для следующего шага вперёд, но при этом голова барса обращена назад, что говорит о преемственности в развитии города от древнейших эпох до современности. На заднем плане изображена снежная вершина величественных гор Алатау, в благодатной местности которого расположен город Алматы. Фоном всего герба является голубой цвет — цвет флага Республики Казахстан. Круг обрамлен декоративными линейными лентами и гнездами уыка с элементами шанырака. На золотом фоне красным цветом по кольцу изображён казахский национальный орнамент, который переплетается со шрифтами в слово «Алматы». Герб города включает в себя следующие цвета: золотой, красный, голубой, белый, розовый и серебристый
Автор — Ш.О. Ниязбеков.

## История

Герб города Верный

19 марта 1908 года был утверждён герб областного города Верный (Семиреченская область): «В червлёном щите золотой опрокинутый полумесяц. Глава щита золотая, усеянная Российскими государственными орлами. Щит увенчан золотою башенною о трёх зубцах короною и окружён двумя золотыми колосьями, соединёнными Александровскою лентою».

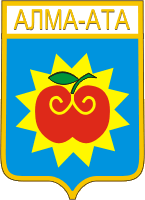
Советский герб Алма-Аты

В советское время выпускались сувенирные значки с гербом Верного, но без монархических орлов. Таким образом, герб представлял собой красный щит с полумесяцем. Также с 1960-х годов известен герб Алма-Аты, представлявший собой красное яблоко сорта апорт, обрамлённое зелеными ветвями на синем поле.
Современный герб Алма-Аты выбран в результате проведенного конкурса. Постановлением Алма-Атинского городского Совета народных депутатов от 6 июля 1993 года «О гербе города Алматы» первое место в конкурсе было присвоено художнику Ш. О. Ниязбекову, а созданный им проект был утверждён в качестве герба города Алма-Аты. Описание герба: «Герб столицы Казахстана города Алматы включает в себя следующие художественно-декоративные элементы: фоном всего герба является голубой цвет — цвет флага Республики Казахстан. Круг обрамлён двумя декоративными линейными лентами и гнездами уыка, то есть элементами шанырака. На золотом фоне красным цветом по кольцу изображен казахский орнамент, который переплетается с шрифтами в слово „Алматы“. В самом центре герба пучок яблоневых цветов, который держит во рту снежный барс, символизируя основное содержание герба, а на самом верху в кольце силуэт гор. Герб включает в себя следующие цвета: цвет золота, красный, голубой, белый, розовый и серебристый». На гербе 1993 года было шесть яблоневых цветов.
22 января 2010 года утверждены Правила использования герба города Алма-Аты, изменившие описание герба на нынешнее и увеличившие количество цветов яблони до семи. В 2014 году был образован восьмой внутригородской район Алма-Аты — Наурызбайский, вследствие чего в гербе города количество цветов вновь изменилось и стало равно восьми.